# Канглы (племя)
Канглы (канлы́, кангли, каглы, баш. Ҡаңлы; каз. Қаңлы; кар. Қаңлы; кирг. Каңды, Каңлы; ног. Канъылы; узб. Qangli) — тюркское племя, известное со Средневековья в Приаральских степях (на севере от Хорезма и до Волги, вдоль реки Сырдарьи). Канглы играли значительную роль в древних азиатских государствах, особенно в Государстве Хорезмшахов.

## Название
Хивинский правитель и историк Абульгази-хан в своем произведении «Родословная туркмен» приводит легенду о происхождении названия «канглы» от слова «канг» (телега), производством которых славились мастера этого племени:

В то же самое время, как Огуз воевал со своим отцом, дядьями, братьями и племянниками, делал набеги и грабил их страны, то из всего народа, все те из его родственников, которые присоединились к нему и стали с ним заодно, по соображению собственного ума сделали повозки и нагружали на них [всё] награбленное, другие навьючивали добычу на животных. [Повозку по-тюркски называют «канглы»], по этой причине и они были названы именем канглы. Все ветви канглы [происходят] от их потомства. Впрочем, Аллах знает лучше!
Данная легенда упоминается и в труде «Джами ат-таварих» Рашид-ад-Дина.
Этимология этнонима «канглы» рассматривалась и в современном казахстанском языкознании. А. Кайдаров предположил, что корень этнонима происходит от названия реки Кан, к которому впоследствии добавился суффикс -лы. По его мнению, этноним означает «жители реки Кан» или «речная страна». Т. Жанузаков утверждает, что слово «канглы» состоит из двух частей: первая часть «кан» означает реку, вторая часть является суффиксом и означает множество. Таким образом, канглы переводится как «племя, живущее на берегу реки» или «речники». А. Абдрахманов также сообщал, что корень слова «кан» уходит корнями в языки сибирских тюрок, где имел значение «река», и только позже был добавлен суффикс «лы».

## Этническая история
Согласно господствующему в современном научном мейнстриме мнению, кангюйцы принадлежали к кругу иранских скотоводческих или полускотоводческих племен, и лишь в середине I тыс. н. э. под влиянием переселения на Сырдарью тюркских племен стали менять свой этнический облик и язык.
Мать хорезмшаха Мухаммеда Теркен-хатун происходила именно из этого народа.
Канглы — одна из основных частей кипчакского объединения племён. Их главная ставка была на нижней Сырдарье. Переселившись в начале XI века на среднее течение Сырдарьи, кипчаки оказались соседями племен канглы. Это произошло после того, как значительные массы огузов оставили бассейн Сырдарьи. Канглы заняли районы в нижнем течении Сырдарьи и на северо-восточном побережье Аральского моря. Центром владений канглы стал Каракурум. Эта ставка находилась неподалёку от города Дженда. Таким образом, племена канглы в XI—XII веках входили в племенное объединение кипчаков, однако могли быть вполне самостоятельны, ввиду своей многочисленности. В «Сокровенном сказании» степь к западу Иртыша именуется «страной канлийцев и кыпчаутов».
Канглы располагались к северо-востоку от рек Талас и Чу, далее на юго-запад вдоль озера Балхаш. Другая часть племён канглы, как указывалось, расселялась к северо-западу от Аральского моря, на реке Эмбе и далее на запад. Канглы в XII веке сместились из Зауралья к нижнему течению Сырдарьи.
В XII веке канглы упоминаются на берегах реки Чу. Живя в соседстве с карлуками в Семиречье, канглы попали в зависимость от местных караханидских владетелей, чья резиденция находилась в Баласагуне. В XII веке караханиды слабеют. По этому поводу у Джувейни говорится: «От былого могущества баласагунских владык ничего не осталось: даже канглы и карлуки, некогда считавшиеся их вассалами, и те безнаказанно грабили их владения». Караханидский каган обратился за помощью к кара-китаям. Их предводитель Елюй Даши оттеснил кочевников от столицы, затем, увидев слабость караханидского правителя, устранил его и лишил титула, присвоив новый — «элик тюрков».
В состав земель канглов входили приаральские степи, что в 1255 году было отмечено Вильгельмом де Рубруком, путь которого в Каракорум начинался от лагеря Бату на восточном берегу Волги. Плано-де Карпини и Рубрук проезжавшие по владениям канглы в середине XIII века, помещают их кочевья в низовьях Сырдарьи и Каракумов, а из описания походов Тимура узнаем, что они в конце XIV века жили между Сырдарьей и Таласом, составляя часть улуса Джучи.
Известный государственный деятель и историк государства Хулагуидов Фазлаллах Рашид-ад-Дин в своем историческом произведении «Сборник летописей» (Джами ат-Таварих) пишет о том, что древние канглы были частью древних огузов (туркмен).

## Казахи-канглы
История этого народа хорошо отражена в средневековых письменных источниках, написанных на восточных языках. Согласно данным этих источников, канглы занимали обширную территорию от Семиречья до реки Таласа, низовьев Сырдарьи и предгорий Каратау. В XIII—XIV веках часть их распространилась до гор Улутау и Тургайской степи, к зиме они возвращались на Сырдарью. В древние времена канглы входили в конфедерацию племён, позднее составивших Старший жуз казахов. После распада Золотой Орды и Чагатайского улуса канглы составили один из основных компонентов казахского союза.
Первым в племени казахов-канглы считается Келдибек. От его первой жены Сары берёт начало группа родов сары-канглы, а от второй жены — кара-канглы.
Обитатели западного Семиречья, склонов Каратау и бассейна Средней Сырдарьи канглы были также одним из значительных племён Могулистана и Ак-Орды и важнейшей составной частью Старшего жуза. Как и кипчаки, дуглаты и уйсуни, канглы сохранили в основном этническую целостность на своей древней территории и сыграли большую роль в казахском этногенезе. На протяжении всей истории Могулистана канглы (они назывались здесь также именем бекчики, пожалованным им за оказанные Бекчиком канглы услуги при возведении Тоглук-Тимура ханом и употреблявшимся, очевидно, лишь среди знати и верхушки в официальных хрониках) играли определённую роль в политической жизни. В период усиления феодальной раздробленности после Вайс-хана (в 1430-х годах) предводители канглы-бекчиков упорно стремились закрепить свою самостоятельность.
Западные ветви канглы — присырдарьинские и чу-таласские — могли быть в основе объединения казахов при Керей-хане и Жанибек-хане, которые имели прочное влияние в районах расселения канглы — как в Южном Казахстане во время их оппозиции Абулхайр-хану, так и после откочёвки в западные районы Семиречья.
В начале XVII века канглами и катаганами, проживавшими в Ташкентском уезде управлял удельный казахский хан Турсун.
В 1627 году Есим-хан убил Турсуна и разорил подвластных ему канглы и катаганов; большая часть последних бежала за Сырдарью на запад, а оставшиеся под именем шанышкылы присоединились к канглы.
Начиная с первой четверти XVIII века племя канглы начинает фигурировать в русских письменных источниках. Согласно документов русской колониальной администрации канглы на рубеже XIX—XX веков проживали двумя компактными группами: в долине реки Или, на Алтын-Эмельской возвышенности, в верховьях реки Сыр-Дарьи и в Ташкентской области.
По подсчётам востоковеда Н. Аристова, в конце XIX века численность казахов из племени канглы достигала 10 тысяч человек. Изm них в Верненском уезде проживало до 300 семей, в Аулиеатинском — 350, Чимкентском — 478, Ташкентском — 1650. По другим данным, в XIX—XX веках их числ. достигала 50 тыс. чел. (Н. Масанов) или даже превышала 190 тыс. чел. (М. Тынышпаев). Академик АН Казахской ССР А. Кайдаров оценивал суммарную численность канглы и шанышкылы в 14 тыс. семей.
Состав племени:
 сары-қаңлы 
- АҚЫЛҚОЖА (Ырғақты, Құйысқанды, Жусанды, Ашамайлы, Қарқаралы, Ергенекті)
- ОМЫРТҚА (Монтай, Мақсұт, Шарым, Есқара, Қиял, Кеден)
- МИЯМ (Алаңғасар, Тауасай, Тілеу, Қожамберді)
- АҚБАРАҚ (Таздар, Қашаған, Қойқара, Сақы, Қырықсадақ)
- ӘЛСЕЙІТ (Құдайқұл, Мәшен, Қыстаубай, Жайлыбай, Көзем, Ырысбай, Айдабол, Дөден, Кенжебай, Ағай, Айбек, Жұман, Оразбай)
- ТОҚАЙ (Дүйсен, Байкісі, Өтел, Алыбай)
- ШОҚПАР (Қоңырбай, Жақсыбай, Жақсылық, Ақшуақ, Түркебай, Құнанбай)
- ЕШКІЛІ (Қосай, Елбақай, Сойылқас)

 қара-қаңлы 
- ЕРЕЗЕН (Матах, Райытбек, Үркінбай, Томаш, Құтты)
- ЕҢКЕ (Қармен, Түмен, Шоңай, Есберді, Батыр)
- ТАНТА (Құлжан, Шомақ, Олжабай, Қосаболат, Қайырлия, Тұра, Таз, Былғары, Сертек)
- ҚАРАМАНАС (Тәпи, Қуаныш, Қошай, Қозымбет,)
- ҚАСПАН (Садақ, Дәулетай, Бәйдек)
- ТОҒЫЗБАЙ (Бағытай, Дүнкелді, Теке, Бердібай, Қатшы)
- ОНБАЙ (Қонаққожа — Тоғанай, Мәмбет (қызыл қаңлы), Бақа (Теңіз). Қозы — Жасмырза (Алпыс, Құмырсқа, Бадырақ), Бұзаушы, Тартулы, Жылқышы)

У казахского рода Канглы доминирует Y - хромосомная
гаплогруппа Q1а — 48 % - 67,5 %.

## Башкиры-канлы
Канлы представляли собой одно из десяти племён в составе нижнебельских башкир. Ныне их потомки являются носителями северо-западного диалекта башкирского языка.

### Расселение в Башкирии
Согласно шежере рода кан-канлы князь Кан-Канлин (Кайлин, Кыр-Канлин, 1270—1360) окончательно согласовал с властями Золотой Орды территорию Канлинского улуса и тамги, дерево (дуб), птицу (журавль), оран.

В сентябре 1553 года тысячная дружина Идяш-батыра (1506—1588) встретилась с русскими отрядами во главе с послом Семеном Ярцевым. Во время встречи был подписан акт между сторонами о подданстве Ивану IV с определением границ Канлинской земли, согласно Тарханной грамоте. В шежере рода кан-канлы говорится о границах земель: 
«По левому берегу реки Кармасан с вершин до её устья, с устья и до вершин двух речек — Малой и Большой Нугуша, до вершины р. Усень по обоим берегам, до Еланской волости, оттуда до устья р. Сарсаз, до вершины р. Базы, оттуда на р. Еланку, до вершины р. Куваши, до Елдякской волости, с вершины р. Бирь до Бураев лес до устья р. Кармасан и озеро Асылыкуль».

## Каракалпаки-канглы
Канглы в каракалпакском роде находится в арыс он торт урыу (большие 14 родов) в Кипчакской группе отдельно от основных 12 кипчакских родов.
-Катканлы
-Ыргаклы
-Ашамайлы
-Тараклы
-Жууансан
-Шомишалы
-Кашулар
-Орманшы
-Акылкожа
-Тазаканлы
-Алтыортак. 

## Киргизы-канглы
По некоторым сведениям в сельском округе Дардак, Канды, Чирактамга (Узбекистан), населённом преимущественно киргизами, около 45 % населения составляют представители племени канды, чырактамга.
В Кыргызстане киргизы-канглы (кирг. каңдылар) компактно проживают на юго-западе страны.

## Узбеки-канглы
Узбеки-канглы живут в  Каракалпакстане и Хорезме.

## Возможные потомки канглов среди якутов
Кангаласский род (якут. Хаҥалас), ставший ядром якутского народа, считается одним из возможных потомков племени канглов. Основателем рода кангаласцев в якутском фольклоре считается сын Эллэя Боотура Хаайа Хангылы. В настоящее время хангаласцы живут в Хангаласском и Мегино-Кангаласском улусе, в черте города Якутска существует посёлок Кангалассы.

## Хангины
Часть племени канглы во времена Монгольской империи вошла в состав монгольских народов. Ныне их потомки известны как хангины. С канглы обычно связывают хангинов, проживающих во Внутренней Монголии (см. Хангин-Ци). Хангины в составе бурят исследователями отождествляются с другим племенным объединением хори.